# (613676) 2006 WE4
(613676) 2006 WE4 – planetoida z grupy Atiry okrążająca Słońce w ciągu około 254 dni w średniej odległości 0,78 j.a. Została odkryta 21 listopada 2006 roku w ramach programu Mount Lemmon Survey. Nazwa planetoidy jest oznaczeniem tymczasowym.
Jest to planetoida należąca do grupy Atiry, podtypu grupy Atena. Jej orbita charakteryzuje się tym, że planetoida przez cały okres obiegu krąży bliżej Słońca niż Ziemia. W swoim ruchu orbitalnym (613676) 2006 WE4 przecina orbitę Wenus.